# Sebastião Alba
Dinis Albano Carneiro Gonçalves, cujo pseudónimo é Sebastião Alba (Braga, 11 de Março de 1940 - 14 de outubro de 2000) foi um escritor naturalizado moçambicano.
 Pertenceu à jovem vaga de autores moçambicanos que vingam na literatura lusófona.
Nasceu em Braga, tendo vivido na infância com a família em Torre de Dona Chama, até partirem para Moçambique em 1950. Voltou a Portugal no começo dos anos 80, tendo alternado a residência entre Braga e Torre de Dona Chama.[carece de fontes?]
Depois de um primeiro livro que renegou, publicou ainda em Moçambique O Ritmo do Presságio. Regressado a Portugal, reeditou este mesmo livro e publicou A Noite Dividida. Através do escritor Heberto Helder, a Assírio & Alvim convidou-o para editar uma grande antologia da sua poesia, a que acrescentou o inédito O Limite Diáfano.[carece de fontes?]
Faleceu com 60 anos, atropelado numa rodovia. Deixa um bilhete dirigido ao irmão: «Se um dia encontrarem o teu irmão Dinis, o espólio será fácil de verificar: dois sapatos, a roupa do corpo e alguns papéis que a polícia não entenderá».[carece de fontes?]
O seu corpo está sepultado no cemitério de Torre de Dona Chama de onde eram naturais seus pais.[carece de fontes?]

## Obras publicadas
- Poesias, Quelimane, Edição do Autor, 1965.
- O Ritmo do Presságio, Maputo, Livraria Académica, 1974.
- O Ritmo do Presságio, 2ª edição, Lisboa, Edições 70, 1981.
- A Noite Dividida, Lisboa, Edições 70, 1982.
- A Noite Dividida,(O Ritmo do Presságio / A Noite Dividida / O Limite Diáfano,inédito), Lisboa, Assírio e Alvim, 1996.
- Uma Pedra Ao Lado Da Evidência, (Antologia de poesia, por Vergílio Alberto Vieira) Porto, Campo das Letras, 2000.
- Albas, Quasi Edições, 2003
- Ventos da Minha Alma, Quasi Edições, 2006
- Todas as Noites me Despeço, (Antologia de poesia), Guimarães, Opera Omnia, 2020